# MV Braer

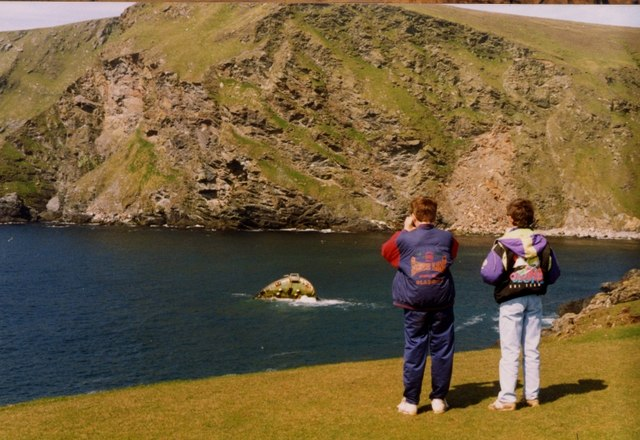
Место крушения. 1993 год.

MV Braer — торговое судно, нефтяной танкер, 5 января 1993 года потерпевший крушение у южного берега острова Мейнленд в архипелаге Шетландских островов, Шотландия.

## Характеристики
Длина — 241 метр, осадка — 14 метров, водоизмещение — 89 730 тонн.

## История
Построен в 1975 году в Японии.
Утром 5 января 1993 года следовал с грузом в 85 000 тонн норвежской нефти в 19 километрах южнее мыса Самборо-Хед. После отказа двигателя южным ветром в 11 баллов корабль начало сносить в сторону острова Мейнленд. Экипаж корабля был эвакуирован спасателями с помощью вертолёта. Попытку предотвратить крушение предпринимал буксир «Star Sirius». В 11:19 утра корабль вынесло на скалы у мыса, ограничивающего с запада бухту Бей-оф-Кендейл.

## Разлив нефти
В результате крушения произошла утечка нефти объёмом 84 700 тонн.

## Морское право
После крушения судна произошли изменения в морском праве Великобритании. В результате изменений был заново построен маяк в группе островов Монах-Айлендс, учреждён стратегический флот «United Kingdom's emergency towing vessel fleet» из пяти больших морских буксиров и другое.